# Cruz de Motrico

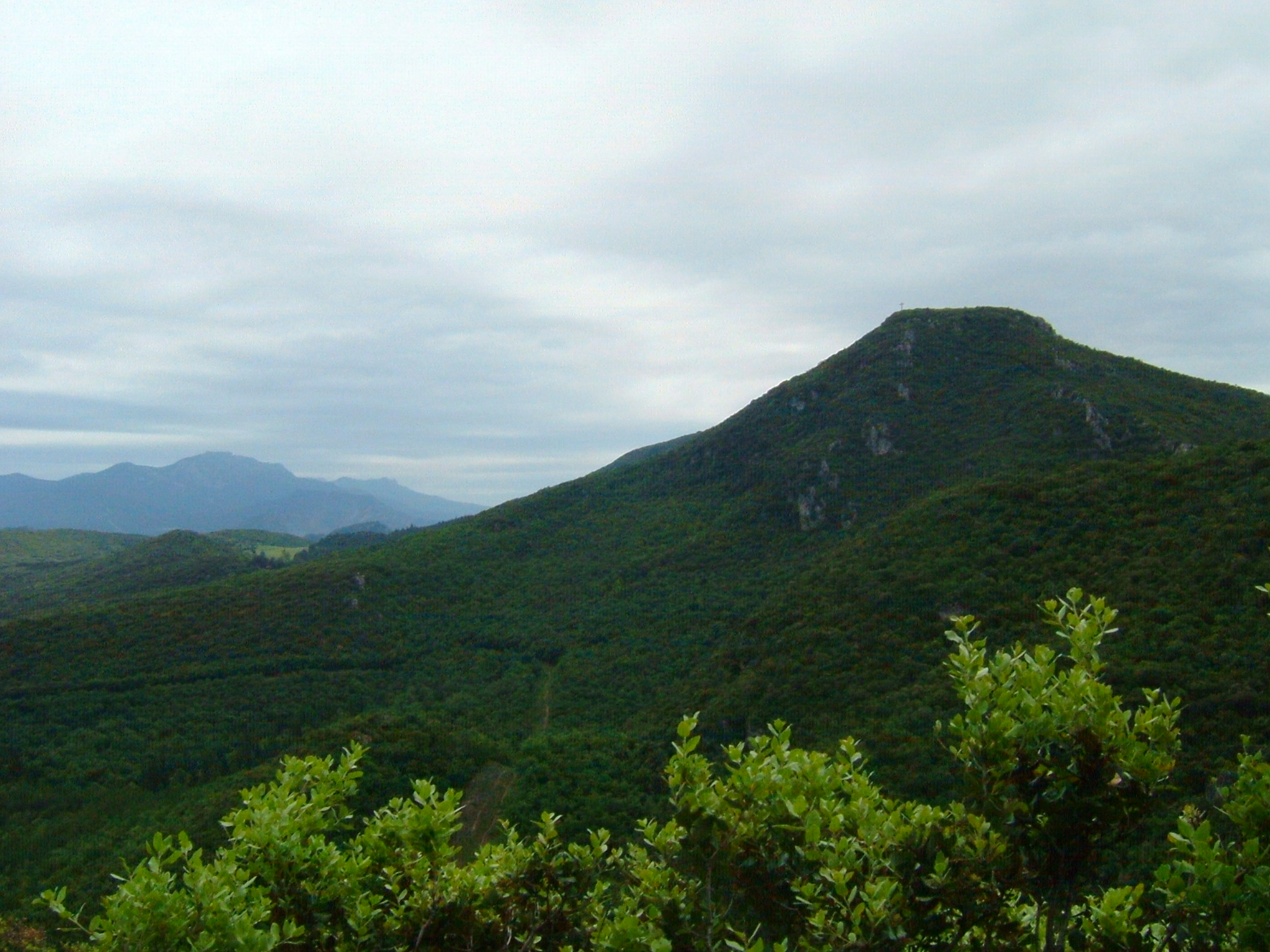
Cruz de Motrico

Cruz de Motrico ou Monte Motrico é uma montanha localizada na província de Burgos, nos arredores de Miranda de Ebro, pertencente ao sistema montanhoso dos Montes Obarenes e tem uma altitude de 851 metros. O sopé da montanha está a 594 metros ao nível do mar, possuindo um cume de 257 metros.